# Semicytherura henryi
Semicytherura henryi är en kräftdjursart som beskrevs av Brouwers 1994. Semicytherura henryi ingår i släktet Semicytherura och familjen Cytheruridae. Inga underarter finns listade i Catalogue of Life.